# Gauliga Pommern
Gauliga Pommern byla jedna z mnoha skupin Gauligy, nejvyšší fotbalové soutěže na území Německa v letech 1933 – 1945. Gauliga byla vytvořena v roce 1933 na popud nacistického vedení. Pořádala se na území Pomořanska. Vítězové jednotlivých skupin Gauligy postupovali do celostátní soutěže, která trvala necelý měsíc, v níž se kluby utkávaly vyřazovacím způsobem.
Zanikla v roce 1945 po pádu nacistického Německa. Po jeho zániku připadlo území Pomořanska obnovenému Polsku.

## Nejlepší kluby v historii - podle počtu titulů
Zdroj: 
| Vítězové nejvyšší ligové soutěže |        |                        |
| Klub                             | Tituly | Vítězné ročníky        |
| Viktoria Stolp                   | 4      | 1934, 1936, 1937, 1939 |
| Stettiner SC                     | 2      | 1935, 1938             |
| LSV Pütnitz                      | 2      | 1942, 1943             |
| VfL Stettin                      | 1      | 1940                   |
| LSV Stettin                      | 1      | 1941                   |
| HSV Groß Born                    | 1      | 1944                   |

## Vítězové jednotlivých ročníků
Zdroj: 
| Gauliga Pommern (1933 – 1945)                                                                            |                    |                                 |                 |
| Ročník                                                                                                   | Vítěz Gauligy      | Umístění v německém mistrovství | Německý mistr   |
| 1933 – 1934                                                                                              | Viktoria Stolp (1) | Skupina A (3. místo)            | FC Schalke 04   |
| 1934 – 1935                                                                                              | Stettiner SC (1)   | Skupina B (4. místo)            | FC Schalke 04   |
| 1935 – 1936                                                                                              | Viktoria Stolp (2) | Skupina B (4. místo)            | 1. FC Norimberk |
| 1936 – 1937                                                                                              | Viktoria Stolp (3) | Skupina B (4. místo)            | FC Schalke 04   |
| 1937 – 1938                                                                                              | Stettiner SC (2)   | Skupina A (3. místo)            | Hannover 96     |
| 1938 – 1939                                                                                              | Viktoria Stolp (4) | Skupina 2a (3. místo)           | FC Schalke 04   |
| 1939 – 1940                                                                                              | VfL Stettin (1)    | Skupina 1a (3. místo)           | FC Schalke 04   |
| 1940 – 1941                                                                                              | LSV Stettin (1)    | Skupina 1a (2. místo)           | SK Rapid Wien   |
| 1941 – 1942                                                                                              | LSV Pütnitz (1)    | Předkolo                        | FC Schalke 04   |
| 1942 – 1943                                                                                              | LSV Pütnitz (2)    | 1. kolo                         | Dresdner SC     |
| 1943 – 1944                                                                                              | HSV Groß Born (1)  | Semifinále                      | Dresdner SC     |
| • Gauliga byla v sezóně 1944/45 zrušena, a to kvůli přesunutí bojů druhé světové války na území Německa. |                    |                                 |                 |